# Süper Lig 2009/10
Die Turkcell Süper Lig 2009/10 war die 52. Spielzeit der höchsten türkischen Spielklasse im Fußball der Männer. Sie begann am 7. August 2009 mit einem Auswärtsspiel des amtierenden Meisters Beşiktaş Istanbul gegen Istanbul BB (1:1) und endete am 16. Mai 2010 mit dem 34. und letzten Spieltag. Türkischer Meister wurde zum ersten Mal Bursaspor. Damit wurde nach 26 Jahren erstmals wieder ein Klub, der nicht aus Istanbul stammt, türkischer Meister.
Ankaraspor wurde für die Saison vom türkischen Fußballverband (TFF) ausgeschlossen und musste die darauffolgende Saison in der 2. Liga teilnehmen. Am 7. Oktober 2009 wurde vom türkischen Fußballverband bekanntgegeben, dass alle 34 Spiele von Ankaraspor mit 0:3 bewertet werden. Ebenfalls in die 2. Liga mussten Denizlispor und Diyarbakırspor.

## Teilnehmer
Für die Süper Lig 2009/10 sind zu den aus der vorherigen Saison verbliebenen 15 Vereine die drei Aufsteiger aus der letzten Zweitligasaison dazugekommen. Die Aufsteiger waren der Zweitligameister Manisaspor, der Vizemeister Diyarbakırspor und der Play-off-Sieger Kasımpaşa Istanbul. Während Manisaspor und Kasımpaşa mit dem Aufstieg den direkten Wiederaufstieg in die Süper Lig erreichten, kehrte Diyarbakırspor mit dem Aufstieg nach vier Jahren Abstinenz wieder in die Süper Lig zurück.
| Verein                | Stadt      | Vorjahr    |
| --------------------- | ---------- | ---------- |
| Beşiktaş Istanbul     | Istanbul   | Meister    |
| Sivasspor             | Sivas      | 2.         |
| Trabzonspor           | Trabzon    | 3.         |
| Fenerbahçe Istanbul   | Istanbul   | 4.         |
| Galatasaray Istanbul  | Istanbul   | 5.         |
| Bursaspor             | Bursa      | 6.         |
| Kayserispor           | Kayseri    | 7.         |
| Gaziantepspor         | Gaziantep  | 8.         |
| Istanbul BB           | Istanbul   | 9.         |
| Ankaraspor            | Ankara     | 10.        |
| Eskişehirspor         | Eskişehir  | 11.        |
| Antalyaspor           | Antalya    | 12.        |
| MKE Ankaragücü        | Ankara     | 13.        |
| Gençlerbirliği Ankara | Ankara     | 14.        |
| Denizlispor           | Denizli    | 15.        |
| Manisaspor            | Manisa     | Aufsteiger |
| Diyarbakırspor        | Diyarbakır | Aufsteiger |
| Kasımpaşa Istanbul    | Istanbul   | Aufsteiger |

## Saisonverlauf

### Oberes Tabellendrittel
Bursaspor wurde, zur großen Überraschung, türkischer Meister der Saison 2009/10. Nach Trabzonspor war man die zweite Meistermannschaft, die außerhalb von Istanbul stammte. Der Meistertrainer war Ertuğrul Sağlam, dieser trainierte vor seiner Zeit in Bursa bereits Beşiktaş Istanbul. Bereits in der Hinrunde spielte Bursaspor im oberen Tabellendrittel mit und folgte Fenerbahçe und Galatasaray Istanbul als Dritter und zwei Punkten Rückstand in die Winterpause. Am 22. Spieltag waren die Krokodile mit einem Punkt Rückstand hinter Galatasaray Tabellenzweiter und machten den Istanbulerklubs klar, dass sie um die Meisterschaft mitspielen wollten. Zwei Spieltage später übernahm die Mannschaft, mit einem vom türkischen Verband entschiedenen Spiel 3:0-Auswärtssieg gegen Diyarbakirspor, die Tabellenführung. Die Tabellenführung blieb bis zum 31. Spieltag in den Händen von Bursaspor, jedoch spielte die Mannschaft an diesem Spieltag gegen Galatasaray Remis und Fenerbahçe wurde kurz vor Saisonende erneut Tabellenführer. Bis zum letzten, dem 34. Spieltag, verfolgte Bursaspor Fenerbahçe. Mit einem 2:1-Heimsieg gegen Beşiktaş und der Schützenhilfe von Trabzonspor, die im Şükrü-Saraçoğlu-Stadion gegen Fenerbahçe ein 1:1-Unentschieden erkämpft hatten, gewann Bursaspor zum ersten Mal in der Vereinsgeschichte die türkische Meisterschaft.
Fenerbahçe Istanbul holte vor Saisonbeginn ein viertes Mal Christoph Daum an den Bosporus. Nach zwei Spielzeiten ohne Meistertitel wollte der Traditionsklub mit Daum auf einen erfahrenen Trainer setzen, der sich mit der türkischen Liga gut auskennt. Die Saison begann für die Blau-Gelben sehr gut, Fenerbahçe Istanbul gewann acht von acht Spielen und machte damit klar, dass kein Weg an ihnen vorbeiführt. Am 34. Spieltag ging man mit einem Punkt Vorsprung als Tabellenerster in den 34. Spieltag. Der Gegner war Trabzonspor und bereits eine Woche zuvor besiegte Trabzon Fenerbahçe im Pokalfinale 3:1. Am letzten Spieltag sollte Trabzonspor erneut Fenerbahçe den Titel verspielen lassen. Fenerbahçe spielte gegen Trabzonspor 1:1 und verlor dadurch die sicher geglaubte Meisterschaft. Außerdem spielten sich kuriose Szenen kurz vor Ende des Spiels ab. Der Stadionsprecher vermeldete während der Nachspielzeit fälschlicherweise, dass Bursaspor Unentschieden spiele und damit Fenerbahçe Meister wäre. Dies war nicht der Fall, Bursaspor beendete das Spiel mit 2:1 gegen Beşiktaş. Deshalb feierten die Fenerbahçe-Fans ihren Meisterschaftssieg und wenige Minuten später korrigierte der Stadionsprecher die Situation und meldete das Bursaspor türkischer Meister geworden ist.
Mit Galatasaray Istanbul enttäuschte ein weiterer Titelkandidat in dieser Saison seine Anhänger. Im Sommer wurde Frank Rijkaard verpflichtet und dieser sollte eine neue Ära einleiten. Die Rot-Gelben spielten eine gute Hinrunde. Man war mit einem Punkt Rückstand hinter Fenerbahçe in der Winterpause Zweiter und wurde in der Rückrunde am 23. Spieltag Tabellenführer. Nach den hintereinander folgenden Punktverlusten gegen Trabzonspor, Fenerbahçe und Sivasspor verlor die Elf von Rijkaard den Anschluss an die Tabellenspitze und wurde am Ende der Spielzeit 2009/10 Dritter.
Der Doublegewinner der vorherigen Saison Beşiktaş Istanbul konnte an die Leistungen der Vorsaison nicht anknüpfen. Die Schwarzen Adler schieden frühzeitig in der UEFA Champions League und im türkischen Pokal aus. Während dieser Spielzeit gelang es der Mannschaft nicht Tabellenführer zu werden.

### Mittelfeld
Trabzonspor spielte eine durchwachsene Saison. Sie verpflichteten vor Saisonbeginn den Belgier Hugo Broos als neuen Trainer. Dieser wurde bereits nach einer 1:3-Niederlage gegen Kasımpaşa Istanbul am 13. Spieltag gefeuert. Sein Nachfolger wurde Şenol Güneş und mit ihm ging es stetig wieder nach oben. Die Saison beendete Trabzonspor mit dem 5. Platz wurde jedoch türkischer Pokalsieger und war somit für die UEFA Europa League qualifiziert. Istanbul BB spielte in seinem dritten Jahr in der Süper Lig die beste Saison. Die vierte Mannschaft aus Istanbul wurde Sechster. Auch Eskişehirspor verbesserte sich in der Tabelle im Vergleich zum Vorjahr und Siebter. Kayserispor hingegen fiel um einige Plätze. Dabei machte das Team von Tolunay Kafkas in der Hinrunde einen guten Eindruck. Am 16. Spieltag war man auf Grund der besseren Tordifferenz vor Fenerbahçe Tabellenführer. Die Rückrunde baute die Mannschaft und beendete die Spielzeit auf dem 8. Platz. Bereits vor Saisonende gab Tolunay Kafkas bekannt, dass er den Verein verlassen wird.
Antalyaspor, Gençlerbirliği Ankara (trainiert von Thomas Doll), MKE Ankaragücü, Kasımpaşa Istanbul und Gaziantepspor gehörten zu den Mannschaften die frühzeitig den Klassenerhalt sichern konnten.

### Abstiegskampf
Bis zum 32. Spieltag gehörte Manisaspor zu den potenziellen Absteigern. Da die Spiele gegen Ankaraspor mit 3:0 bewertet wurden, machte Manisaspor durch die Partie am 32. Spieltag den Klassenerhalt perfekt. Für Sivasspor, Vizemeister der Vorsaison, lief die Saison schlecht. Bereits vor dem Ligastart konnte sich die Mannschaft nicht für die Gruppenphase der UEFA Champions League qualifizieren. Am 8. Spieltag wurde Bülent Uygun entlassen. Bis zu diesem Spieltag holte die Mannschaft lediglich vier Punkte und war auf dem 17. Platz. Sein Nachfolger wurde Muhsin Ertuğral, auch Ertuğral konnte der Mannschaft nicht helfen und wurde am 26. Spieltag gefeuert. Der dritte Trainer der laufenden Saison wurde Mesut Bakkal. Er schaffte es, gemeinsam mit der Mannschaft, am 33. Spieltag den Klassenerhalt nach einem 1:1-Unentschieden gegen Eskişehirspor zu sichern.
Diyarbakırspor kam als Aufsteiger wieder zurück in die 2. Liga. Neben den internen Problemen hatte der Verein Ärger mit dem türkischen Fußballverband. So fühlte sich der Verein in manchen Spielen vom Schiedsrichter betrogen und war der Meinung, dass der Verband die Mannschaft in die 2. Liga runterstufen möchte. Außerdem waren die Fans ein Problem für die eigene Mannschaft. Nach dem im eigenen Heimspiel gegen Bursaspor Fans Gegenstände auf das Spielfeld warfen und dabei den Linienrichter trafen wurde diese Partie abgebrochen. Das Spiel wurde als 0:3-Auswärtssieg für Bursaspor entschieden. Am nächsten Spieltag gab es erneut Ärger mit den Diyarbakırspor-Fans. Im Auswärtsspiel gegen Istanbul BB stürmten die Fans in der 87. Minute auf das Spielfeld und waren wieder dafür verantwortlich, dass die eigene Mannschaft Punkte verlor. Das Spiel wurde 1:0 für Istanbul BB gewertet. Am 33. Spieltag wurde der Abstieg von Diyarbakirspor besiegelt.
Denizlispor spielte, sportlich gesehen, keine gute Saison. Die Mannschaft stand am 10. Spieltag auf dem 17. Platz und konnten diesen bis zum Saisonende nicht verlassen. Einzig Ankaraspor war schlechter, da sie vom türkischen Verband in die 2. Liga für die Saison 2010/11 strafversetzt wurden und dadurch keine Spiele mehr absolvieren durften. Die Strafe wurde auf Grund eines nicht rechtsgültigen Managerwechsels zu MKE Ankaragücü verhängt. Bis zu der Strafe war Jürgen Röber Trainer beim Hauptstadtklub.

## Statistiken

### Abschlusstabelle
| Pl. | Verein                   | Sp. | S  | U  | N  | Tore    | Diff. | Punkte |
| --- | ------------------------ | --- | -- | -- | -- | ------- | ----- | ------ |
| 1.  | Bursaspor                | 34  | 23 | 6  | 5  | 065:260 | +39   | 75     |
| 2.  | Fenerbahçe Istanbul      | 34  | 23 | 5  | 6  | 061:280 | +33   | 74     |
| 3.  | Galatasaray Istanbul     | 34  | 19 | 7  | 8  | 061:350 | +26   | 64     |
| 4.  | Beşiktaş Istanbul (M, P) | 34  | 18 | 10 | 6  | 047:250 | +22   | 64     |
| 5.  | Trabzonspor              | 34  | 16 | 9  | 9  | 053:320 | +21   | 57     |
| 6.  | Istanbul BB              | 34  | 16 | 8  | 10 | 047:440 | +3    | 56     |
| 7.  | Eskişehirspor            | 34  | 15 | 10 | 9  | 044:340 | +10   | 55     |
| 8.  | Kayserispor              | 34  | 14 | 9  | 11 | 045:370 | +8    | 51     |
| 9.  | Antalyaspor              | 34  | 14 | 7  | 13 | 049:380 | +11   | 49     |
| 10. | Gençlerbirliği Ankara    | 34  | 12 | 11 | 11 | 038:350 | +3    | 47     |
| 11. | Kasımpaşa Istanbul (N)   | 34  | 10 | 11 | 13 | 050:530 | −3    | 41     |
| 12. | MKE Ankaragücü           | 34  | 9  | 14 | 11 | 039:400 | −1    | 41     |
| 13. | Gaziantepspor            | 34  | 9  | 13 | 12 | 038:390 | −1    | 40     |
| 14. | Manisaspor (N)           | 34  | 8  | 13 | 13 | 027:340 | −7    | 37     |
| 15. | Sivasspor                | 34  | 8  | 10 | 16 | 042:590 | −17   | 34     |
| 16. | Diyarbakırspor (N)       | 34  | 6  | 9  | 19 | 028:540 | −26   | 27     |
| 17. | Denizlispor              | 34  | 6  | 8  | 20 | 030:490 | −19   | 26     |
| 18. | Ankaraspor               | 34  | 0  | 0  | 34 | 000:102 | −102  | 0      |

Platzierungskriterien: 1. Punkte – 2. Direkter Vergleich (Punkte, Tordifferenz, geschossene Tore) – 3. Tordifferenz – 4. geschossene Tore

| (M) | amtierender türkischer Meister         |
| (P) | amtierender türkischer Pokalsieger     |
| (N) | Neuaufsteiger aus der 2. Lig A 2008/09 |

### Kreuztabelle
Die Kreuztabelle stellt die Ergebnisse aller Spiele dieser Saison dar. Die Heimmannschaft ist in der linken Spalte aufgelistet und die Gastmannschaft in der obersten Reihe.
| 2009/10 | 2009/10               | Beşiktaş Istanbul | Sivasspor | Trabzonspor | Fenerbahçe Istanbul | Galatasaray Istanbul | Bursaspor | KYS | Gaziantepspor | Istanbul BB | Eskişehirspor | Antalyaspor | MKE Ankaragücü | Gençlerbirliği Ankara | Denizlispor | Manisaspor | Diyarbakırspor | Kasımpaşa Istanbul | Ankaraspor |
| ------- | --------------------- | ----------------- | --------- | ----------- | ------------------- | -------------------- | --------- | --- | ------------- | ----------- | ------------- | ----------- | -------------- | --------------------- | ----------- | ---------- | -------------- | ------------------ | ---------- |
| 01.     | Beşiktaş Istanbul     |                   | 2:2       | 0:0         | 3:0                 | 1:1                  | 2:3       | 0:1 | 0:0           | 2:0         | 3:2           | 2:0         | 1:0            | 4:1                   | 1:0         | 2:0        | 0:0            | 2:1                | 3:0        |
| 02.     | Sivasspor             | 0:1               |           | 1:2         | 1:5                 | 1:1                  | 1:3       | 2:4 | 3:0           | 0:1         | 2:1           | 2:0         | 3:3            | 0:2                   | 2:0         | 1:0        | 0:2            | 1:1                | 3:0        |
| 03.     | Trabzonspor           | 0:2               | 3:1       |             | 0:1                 | 1:0                  | 1:1       | 2:1 | 0:0           | 0:0         | 2:1           | 3:1         | 3:0            | 3:1                   | 2:1         | 3:0        | 1:2            | 2:0                | 3:0        |
| 04.     | Fenerbahçe Istanbul   | 1:0               | 3:0       | 1:1         |                     | 3:1                  | 2:3       | 2:0 | 1:0           | 1:0         | 2:0           | 1:0         | 3:2            | 3:0                   | 3:1         | 2:1        | 1:1            | 1:3                | 3:0        |
| 05.     | Galatasaray Istanbul  | 3:0               | 2:0       | 4:3         | 0:1                 |                      | 0:0       | 4:1 | 1:0           | 1:1         | 1:1           | 1:2         | 3:0            | 1:0                   | 4:1         | 1:1        | 4:1            | 4:1                | 3:0        |
| 06.     | Bursaspor             | 2:1               | 3:0       | 1:1         | 0:1                 | 1:0                  |           | 2:0 | 2:0           | 6:0         | 3:1           | 2:1         | 1:0            | 1:2                   | 2:1         | 2:0        | 4:0            | 2:1                | 3:0        |
| 07.     | Kayserispor           | 1:2               | 2:2       | 1:0         | 1:1                 | 0:0                  | 3:0       |     | 1:1           | 1:1         | 1:2           | 1:2         | 3:0            | 1:1                   | 3:0         | 1:2        | 2:0            | 0:0                | 3:0        |
| 08.     | Gaziantepspor         | 2:0               | 2:2       | 1:1         | 2:1                 | 2:3                  | 0:1       | 0:1 |               | 2:3         | 1:1           | 1:1         | 1:3            | 1:1                   | 2:1         | 0:0        | 2:1            | 1:0                | 3:0        |
| 09.     | Istanbul BB           | 1:1               | 1:0       | 1:6         | 2:1                 | 0:1                  | 2:1       | 1:2 | 1:1           |             | 0:0           | 1:0         | 1:1            | 1:3                   | 3:1         | 1:0        | 1:0            | 4:2                | 3:0        |
| 10.     | Eskişehirspor         | 0:1               | 1:1       | 1:0         | 2:1                 | 2:1                  | 3:2       | 0:1 | 3:2           | 2:1         |               | 2:1         | 0:0            | 0:0                   | 2:0         | 1:0        | 0:0            | 2:0                | 3:0        |
| 11.     | Antalyaspor           | 0:1               | 3:0       | 1:1         | 1:2                 | 2:3                  | 1:1       | 4:0 | 1:0           | 1:3         | 1:2           |             | 1:0            | 2:0                   | 2:1         | 0:0        | 4:1            | 2:0                | 3:0        |
| 12.     | MKE Ankaragücü        | 0:0               | 2:3       | 1:0         | 0:3                 | 3:0                  | 0:0       | 3:0 | 0:0           | 2:2         | 3:1           | 2:2         |                | 1:2                   | 1:0         | 1:1        | 0:0            | 2:2                | 3:0        |
| 13.     | Gençlerbirliği Ankara | 0:0               | 2:0       | 2:2         | 0:0                 | 2:1                  | 0:0       | 0:0 | 1:1           | 3:1         | 2:2           | 0:2         | 0:1            |                       | 2:0         | 0:2        | 1:0            | 0:2                | 3:0        |
| 14.     | Denizlispor           | 0:1               | 1:1       | 0:1         | 0:2                 | 1:2                  | 2:3       | 1:0 | 1:1           | 0:1         | 1:0           | 1:1         | 0:0            | 2:0                   |             | 1:1        | 0:0            | 3:3                | 3:0        |
| 15.     | Manisaspor            | 1:1               | 3:1       | 1:0         | 2:2                 | 1:2                  | 0:2       | 0:1 | 0:3           | 1:0         | 0:0           | 1:2         | 0:0            | 0:0                   | 0:0         |            | 2:1            | 0:0                | 3:0        |
| 16.     | Diyarbakırspor        | 1:3               | 1:1       | 1:2         | 1:3                 | 1:2                  | 0:3*      | 0:3 | 1:3           | 1:3         | 0:2           | 1:0         | 2:2            | 1:0                   | 0:2         | 0:0        |                | 2:2                | 3:0        |
| 17.     | Kasımpaşa Istanbul    | 2:2               | 2:2       | 3:1         | 0:1                 | 1:3                  | 0:2       | 2:2 | 3:0           | 1:3         | 1:1           | 2:2         | 2:0            | 0:4                   | 3:1         | 3:1        | 1:0            |                    | 3:0        |
| 18.     | Ankaraspor            | 0:3               | 0:3       | 0:3         | 0:3                 | 0:3                  | 0:3       | 0:3 | 0:3           | 0:3         | 0:3           | 0:3         | 0:3            | 0:3                   | 0:3         | 0:3        | 0:3            | 0:3                |            |

- Die Partie Diyarbakirspor – Bursaspor wurde aufgrund von Fan-Ausschreitungen abgebrochen. Bursaspor wurde nachträglich vom Fußballverband zum Sieger ernannt.

### Torschützenliste
Bei gleicher Anzahl von Treffern sind die Spieler nach Tor-Schnitt geordnet.
| Pl. | Nat.       | Spieler          | Verein                | Tore | Schnitt |
| --- | ---------- | ---------------- | --------------------- | ---- | ------- |
| 1   | Portugal   | Ariza Makukula   | Kayserispor           | 21   | 0,72    |
| 2   | Brasilien  | Júlio César      | Gaziantepspor         | 13   | 0,41    |
| 3   | Brasilien  | Bobô             | Beşiktaş Istanbul     | 12   | 0,41    |
|     | Turkei     | Necati Ateş      | Antalyaspor           | 12   | 0,41    |
| 5   | Tschechien | Milan Baroš      | Galatasaray Istanbul  | 11   | 0,65    |
|     | Brasilien  | Alex             | Fenerbahçe Istanbul   | 11   | 0,42    |
|     | Spanien    | Daniel Güiza     | Fenerbahçe Istanbul   | 11   | 0,41    |
|     | Turkei     | Mustafa Pektemek | Gençlerbirliği Ankara | 11   | 0,37    |
|     | Turkei     | Umut Bulut       | Trabzonspor           | 11   | 0,35    |
| 10  | Turkei     | İskender Alın    | Istanbul BB           | 10   | 0,37    |

### Scorerliste
| Pl. | Nat.           | Spieler           | Verein               | Gesamt | Tore | Vorlagen |
| --- | -------------- | ----------------- | -------------------- | ------ | ---- | -------- |
| 1   | Brasilien      | Alex              | Fenerbahçe Istanbul  | 25     | 11   | 14       |
| 2   | Portugal       | Ariza Makukula    | Kayserispor          | 21     | 21   | 0        |
|     | Argentinien    | Gustavo Colman    | Trabzonspor          | 21     | 09   | 12       |
|     | Turkei         | Arda Turan        | Galatasaray Istanbul | 21     | 07   | 14       |
| 5   | Argentinien    | Franco Cángele    | Kayserispor          | 20     | 06   | 14       |
| 6   | Brasilien      | Bobô              | Beşiktaş Istanbul    | 17     | 12   | 05       |
|     | Turkei         | Necati Ateş       | Antalyaspor          | 17     | 12   | 05       |
|     | Turkei         | Umut Bulut        | Trabzonspor          | 17     | 11   | 06       |
|     | Elfenbeinküste | Abdul Kader Keïta | Galatasaray Istanbul | 17     | 05   | 12       |
| 10  | Spanien        | Daniel Güiza      | Fenerbahçe Istanbul  | 16     | 11   | 05       |

### Meiste Torvorlagen
| Pl. | Nat.           | Spieler           | Verein               | Vorlagen |
| --- | -------------- | ----------------- | -------------------- | -------- |
| 1   | Turkei         | Arda Turan        | Galatasaray Istanbul | 14       |
|     | Argentinien    | Franco Cángele    | Kayserispor          | 14       |
|     | Brasilien      | Alex              | Fenerbahçe Istanbul  | 14       |
| 4   | Elfenbeinküste | Abdul Kader Keïta | Galatasaray Istanbul | 12       |
|     | Turkei         | Ali Tandoğan      | Bursaspor            | 12       |
|     | Argentinien    | Gustavo Colman    | Trabzonspor          | 12       |
| 7   | Turkei         | Volkan Şen        | Bursaspor            | 7        |
|     | Brasilien      | Tita              | Antalyaspor          | 7        |
|     | Turkei         | Gökçek Vederson   | Fenerbahçe Istanbul  | 7        |

## Spielstätten
| Verein               | Stadion                  | Kapazität |                       | Verein                     | Stadion | Kapazität |
| Ankaraspor           | Yenikent Asaş Stadı      | 19.626    | Gaziantepspor         | Kamil-Ocak-Stadion         | 16.981  |           |
| Antalyaspor          | Antalya Atatürk Stadı    | 11.137    | Gençlerbirliği Ankara | 19 Mayıs Stadion           | 19.209  |           |
| Beşiktaş Istanbul    | Inönü-Stadion            | 32.086    | Istanbul BB           | Atatürk-Olympiastadion     | 76.092  |           |
| Bursaspor            | Bursa Atatürk Stadı      | 25.456    | Kasımpaşa Istanbul    | Recep Tayyip Erdoğan Stadı | 9.576   |           |
| Denizlispor          | Denizli Atatürk Stadı    | 15.459    | Kayserispor           | Kayseri Kadir Has Stadı    | 32.986  |           |
| Diyarbakırspor       | Diyarbakır Atatürk Stadı | 14.790    | Manisaspor            | Manisa 19 Mayıs Stadı      | 14.965  |           |
| Eskişehirspor        | Eskişehir Atatürk Stadı  | 18.608    | MKE Ankaragücü        | 19 Mayıs Stadion           | 19.209  |           |
| Fenerbahçe Istanbul  | Şükrü-Saraçoğlu-Stadion  | 53.586    | Sivasspor             | Sivas 4 Eylül Stadı        | 15.000  |           |
| Galatasaray Istanbul | Ali-Sami-Yen-Stadion     | 24.000    | Trabzonspor           | Hüseyin-Avni-Aker-Stadion  | 19.649  |           |

## Die Meistermannschaft von Bursaspor
Es sind alle Spieler aufgelistet die mindestens einmal auf der Ersatzbank saßen.
| 1. | Bursaspor |
|    | - Tor: Ceyhun Demircan (0 Spiele/kein Tor); Dimitar Ivankov (30/4); Yavuz Özkan (2/-) - Abwehr: Serdar Aziz (-/-); Ömer Erdoğan (30/6); Mustafa Keçeli (27/-); İbrahim Öztürk (17/-); Ramazan Sal (1/-)1; Ali Tandoğan (31/2); Yenal Tuncer (6/-); Tuna Üzümcü (4/-); Tomáš Zápotočný (21/3) - Mittelfeld: Veli Acar (17/-); Eren Albayrak (1/-); Pablo Batalla (26/8); Hüseyin Çimşir (30/-); Ivan Ergić (31/4); Ozan İpek (29/8); Giani Kiriță (8/1); İsmail Odabaşı (7/-); Bekir Ozan Has (21/-); Volkan Şen (27/6) - Angriff: Turgay Bahadır (30/7); Muhammet Demir (1/-); Leonardo Iglesias (9/-); Sercan Yıldırım (24/4); Shin Young-rok (7/2)1; Tadeu (6/-)1 - Trainer: Ertuğrul Sağlam 1Ramazan Sal, Shin Young-rok und Tadeu bestritten nur die erste Saisonhälfte für Bursaspor |